# Mahajanapadas
Los majayanapadas (mahājanapada) fueron un conjunto de estados que coexistieron en el norte y noroeste de la India, a mediados del I milenio a. C. Tendían diversos tipos de organización siendo algunos de ellos monarquías hereditarias y otros se han calificado como repúblicas "democráticas", donde existían consejos de deliberación.

## Etimología
- mahājanapada en escritura AITS (alfabeto internacional para la transliteración del sánscrito).[1]
- महाजनपद en escritura devanagari
- Pronunciación:
  - /majá yána padá/ en sánscrito[1]
  - [mɐɦäːʥɐnɐpɐdɐ] en escritura AFI (alfabeto fonético internacional).
  - /majayanapád/ en varios idiomas modernos de la India (como el hindí, el maratí o el palí).
  - /mojayonopód/ en idioma bengalí).
- Etimología: ‘grandes reinos‘ en sánscrito[2]
  - mahā- ‘gran’
  - jana-pada ‘comunidad, nación, pueblo, conjunto de súbditos (lo opuesto al soberano)’, siendo[2]
    - jana- ‘gente, tribu’, y
    - pada ‘lugar’.

## Historia
El antiguo texto budista Angutara-nikaia (I. pág. 213; IV. los pp. 252, 256, 261) hace referencia a dieciséis grandes reinos (ṣoḍaśa [dieciséis] mahā-jana-pada) que se habían desarrollado y habían prosperado en la zona norte y noroeste del subcontinente indio antes de la expansión del budismo en la India (o sea, antes del siglo VI a. C.). No menciona ninguna historia, excepto en el caso de Magadha.
1. Anga
2. Asaka
3. Avanti
4. Cedi
5. Gandhara
6. Kamboja
7. Kashi
8. Kosala
9. Kuru
10. Matsia (o Machcha).
11. Magadha
12. Mal•la
13. Panchala
14. Shúrasena
15. Vayyi (o Vriyi).
16. Vatsa (o Vamsa).

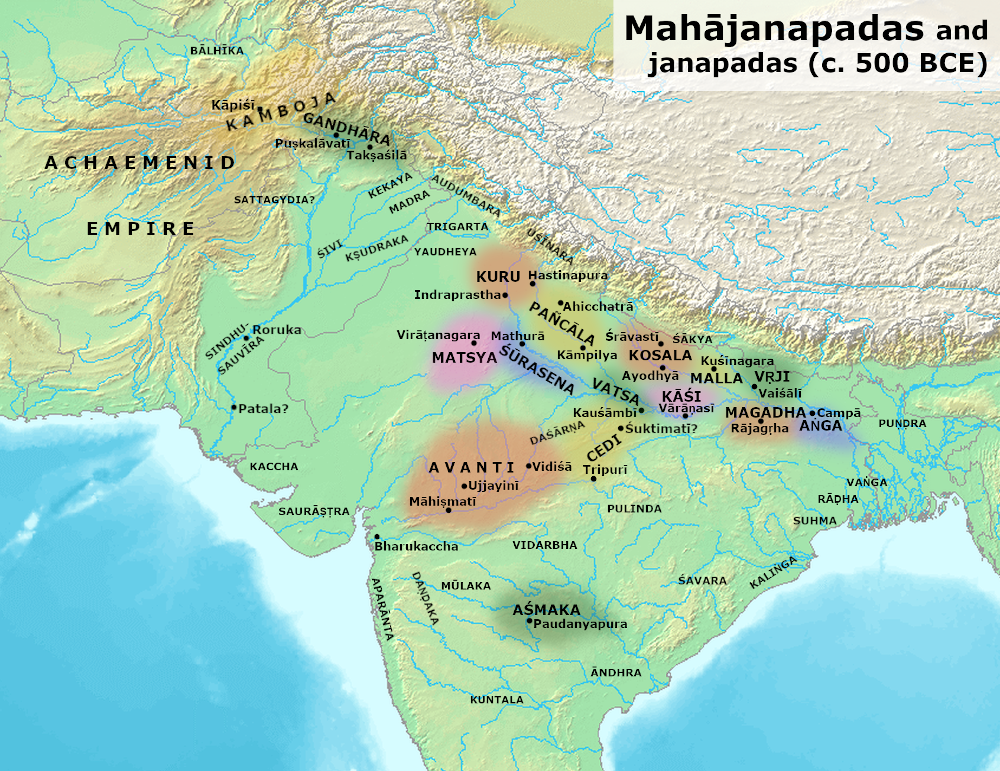
Mapa de los majayanapadas.

Otro texto budista, el Digha nikaia (vol. II, pág. 200) menciona solamente los primeros doce majayanapadas y omite los cuatro restantes en la lista antedicha.
El Chula-nidesa, otro texto antiguo del canon budista, agrega Kalinga a la lista y menciona a Iona en lugar de Gandhara; así enumera a Kambhoya y Iona como el único majayanapada de Uttarapatha.
El texto yaina Bhagavati-sutra lista brevemente 16 majayanapadas:
- Achja,
- Anga,
- Avaja,
- Bayyi (Vayyi),
- Banga (Vanga, actual Bengala),
- Kasi,
- Kocha (Kacha),
- Koshala,
- Ladha (Lata),
- Magadha,
- Malavaka,
- Malaia,
- Moli (Mal•la),
- Padha,
- Sambutara y
- Vacha.

Obviamente, el autor del Bhagavati-sutra tiene su foco en los países de Madiadesa y del sur y extremo Oriente solamente. El autor omite las naciones de Uttarapatha (como Kambhoya y Gandhara). El horizonte más extendido de Bhagavati y la omisión de todos los países de Uttarapatha demuestra claramente que la lista de Bhagavati tiene un origen tardío y por lo tanto menos confiable.